# 国民革命军暂编第五十一师
国民革命军暂编第五十一师，是1947年9月至10月在辽西阜新组建、驻防的一个暂编师。

## 历史

### 抗日战争中第一个暂编第五十一师
1937年成立军政部驻川补充兵训练处，处长为夏斗寅。1938年改为第一补训处。1939年隶属于重庆卫戍总部，由陈继承节制。1940年隶属于第三十九军。1940年11月改称暂编第五十一师，师长贺光谦。1942年8月林茂华接任师长。1943年6月史宏喜接任师长。参加第二次长沙会战和常德会战、豫中会战，1945年6月随第三十九军撤销。

### 东北内战中第二个暂编第五十一师
1947年9月，东北行辕主任陈诚把东北第二保安区部队改编为暂编第五十一师，师长许颖，后为唐保黄（唐葆黄、唐保璜），驻守阜新、朝阳等地。列入第七十一军建制。
许颖，湖北沔阳人，黄埔五期炮科，原为新六军第十四师副师长。升任暂编51师师长不久就调任新编第三军第十四师师长。
唐保黄（1907-1947），湖北应城人，中央陆军军官学校第八期。著名女作家韩素音的结发丈夫。抗战前留学英国桑赫斯特军校。1942年至1945年任中国驻英国大使馆武官。
东北秋季攻势中，1947年10月17日拂晓，东北野战军第七纵队第十九师2个团、骑兵一大队在阜新县地方武装配合下，攻打阜新县新邱街。中午，攻克新邱，驻新邱的国军暂编五十一师师部及第二团全部被歼。少将师长唐葆黄乘汽车向海州撤逃，刚出发汽车中弹起火，唐葆黄在新邱街头吞枪自杀。此战共俘上校以下官兵970余人，毙敌270人。暂编第五十一师第三团在朝阳被东北野战军第九纵队全歼。